# Сексист года
Сексист года — российская ежегодная антипремия, вручаемая с 2010 года за проявление сексизма в массмедиа. Вручается в пяти номинациях: «Сексист года», «Сексизм в СМИ», «Сексизм в рекламе», «Женщины против женщин» и «Антиженская политика». Первоначально вручалась в трёх номинациях. Победитель определяется путём интернет-голосования из трёх номинантов. Организатор конкурса — участница инициативной группы «За феминизм» Наталья Биттен. Поддержку в организации церемонии оглашения итогов голосования оказывали: партия «Яблоко», Союз журналистов России, организаторы Московского международного кинофестиваля «8 ЖЕНЩИН».

## Сексист года
- 2010 — Дмитрий Соколов-Митрич — за высказывание: «А зачем нам вообще человек женского пола — со всей его сегодняшней культурно-идеологической нагрузкой — после того, как этому человеку исполняется 40 лет и он окончательно теряет единственное, что в нём было женского — внешнюю привлекательность?»[2].
- 2011 — Всеволод Чаплин — за предложение о введении общероссийского православного дресс-кода для женщин[3].
- 2012 — Герман Стерлигов — за использование языка вражды в отношении женщин, а также за борьбу против принятия закона о гендерном равенстве[3].
- 2013 — Максим Степаненко — за высказывание о матерях-одиночках: «если мать будет заниматься воспитанием одна, она воспитает моральных уродов»[3].
- 2014 — Егор Холмогоров — за призывы к физическому насилию в отношении женщин, использующих слово «сексизм»[3].
- 2015 — Павел Астахов — за пропаганду дегуманизации и потребительского отношения к женщинам, за оправдание насилия и обвинение жертвы и за риторику, прямо противоречащую содержанию и смыслу его работы в качестве уполномоченного по правам ребёнка при президенте РФ[4].
- 2016 — Исмаил Бердиев — за поддержку калечащих операций на женских половых органах[5].
- 2017 — Сергей Стиллавин — за дегуманизацию женщин, противопоставление их «обычным людям», под которыми подразумеваются мужчины[6].
- 2018 — Александр Ильяшенко — за призывы к дискриминации девочек и женщин посредством нормализации ранних браков[7].
- 2019 — Дмитрий Смирнов — за высказывания о том, что женщины «слабее умом», чем мужчины.[8]

## Сексизм в СМИ
- 2011 — Телешоу «Безумно красивые» — за создание передачи, где «доказываются» низкие умственные способности женщин[3].
- 2012 — Платон Беседин — за неявный и необоснованный переход от критики поколения к осуждению «современных девушек», тем самым ответственность за якобы неправильное отношение к детям возлагается исключительно на женщин. Попутно женщинам отказывается в праве на рациональное суждение и планирование собственной жизни и условий жизни своих возможных детей[3].
- 2013 — Дмитрий Киселёв — за институционализацию гендерного насилия[3].
- 2014 — Павел Чернышов — за навязывания мнения, будто женщина — это дешёвый товар, доступный даже в кризис. Утверждается, будто женщины сами себя сексуализируют и объективируют, позиционируют себя как предмет потребления[3].
- 2015 — Передача «Доброе утро» — за акцентирование негативных предрассудков по поводу женской психологии[4].
- 2016 — Александр Марков — за утверждение, что женская бедность и неграмотность являются эволюционным преимуществом[5].
- 2017 — Онлайн игра Lenta.ru «Кого из актрис изнасиловали и сделали звездами» — за поддержку установки, что изнасилование не является преступлением и может быть предметом шуток[6].
- 2018 — РИА Новости — за «обоснование» конспирологической версии, согласно которой феминизм не самостоятельное женское освободительное движение против дискриминации со стороны мужчин, а ангажированная группа женщин, действующих в интересах третьих лиц (представителей конкурирующих мужских политических элит)[7].
- 2019 — Передача «Доброе утро» — за отказ пригласить женщину в качестве ведущего эксперта, что является «прямой дискриминацией по признаку пола»[8].

## Сексизм в рекламе
- 2010 — Ролик средства для бритья Arko — за слоган «Родиться мужчиной — это плюс»[2].
- 2011 — Эротический календарь Конгресс-Отеля Новосибирск — за изображения девушек, выполненные в стиле pin-up, которое представляет конкурсанток как «легкодоступный сексуальный объект, а сходство изображений дополнительно дегуманизирует женское тело, превращая его в серийный товар»[9].
- 2012 — Тренинг-центр Оранжерея и «Искусство орального обольщения»[10].
- 2013 — «Альфастрахование», рекламная кампания КАСКО «Купил „немку“?» — за концепцию рекламной кампании, закрепляющей сексуальную объективацию женщин, а также являющейся неявной пропагандой торговли женщинами с целью сексуальной эксплуатации[11].
- 2014 — Управление по делам молодёжи Краснодара — за укрепление гендерных стереотипов. Акцент делается не на вреде, который приносит курение, а на допустимости оскорблять девушек, не соответствующих представлениям о женственности[3].
- 2015 — Ролик Mister Proper — за деление ролей в рекламе на женские и мужские[4].
- 2016 — Банк «Новогодняя сказка» — за пропаганду насилия и социальной сегрегации женщин[5].
- 2017 — Spid.Ru — за возложение ответственности за потенциальное заражение ВИЧ-инфекцией только на женщину[6].
- 2018 — ИКЕА Россия — за рекламу, позиционирующую мужчину как хозяина, а женщину как домашнего питомца[7].
- 2019 — Банк ВТБ — за рекламу, насаждающую негативный стереотип, будто женщины меркантильны и их интересуют только деньги[8].

## Женщины против женщин
- 2010 — Лидия Ермошина — за высказывание об участницах акций протестов в Белоруссии: «Этим женщинам делать нечего! Сидели бы дома, борщ варили. А не по площадям шастали»[2].
- 2011 — Елена Мизулина — за призывы к дискриминации женщин в репродуктивной сфере[9].
- 2012 — Ирина Медведева — за выступления против принятия закона о домашнем насилии на основании того, что его якобы используют для преследования «невинных» ответчиков, которых «спровоцировали» их жертвы[10][12].
- 2013 — Ольга Валяева — за высказывание: «Женщина после свадьбы пытается мужчину одомашнить. Для своего удобства. (…) Они (мужчины) не понимают, какую цену за это платят, и называют это просто „остепениться“»[11].
- 2014 — Людмила Айвар — за обвинение и дискредитацию жертвы группового изнасилования. Ставит под сомнение сам факт сексуального насилия, стигматизирует жертву, используя предрассудки в отношении женщин, вовлечённых в порноиндустрию[3].
- 2015 — Валентина Матвиенко — за стигматизацию женщин, прерывающих беременность и попытке использования женского тела как ресурса для улучшения демографической ситуации в стране[4].
- 2016 — Елена Вирбицкас — за ложное утверждение о «чрезмерной доминирующей эмансипации девочек» и вытекающей из него идеи обучать их отдельно от мальчиков[5].
- 2017 — Ирина Яровая — за преподнесение возможности стать матерью как обычную вежливость, а также сравнение сексуального просвещения подростков с развратом[6].
- 2018 — Мария Меркулова — за обвинение жертвы насилия (речь идёт о резонансном убийстве студентом своей подруги); утверждение, что если женщина подверглась насилию, то это полностью её вина[7].
- 2019 — Наиля Зиганшина — за нормализацию браков по принуждению и предложение обращаться в суд шариата в случае похищения девушки, притом что по Конституции Россия является светским государством[8].

## Антиженская политика
- 2012 — Казанский IT-лицей — за дискриминацию девочек в доступе к образованию[10].
- 2013 — Концепция государственной семейной политики до 2025 года — за навязывание российским гражданам идеологии традиционных семейных ценностей, практиковавшихся в Российской империи конца XIX — начала XX веков[11].
- 2014 — Самарская Губернская дума — за проект об исключении абортов из перечня услуг, оказываемых за счёт фонда ОМС[3].
- 2015 — Министерство здравоохранения РФ — за проект, нарушающий право женщин на бесплатное оказание медицинской помощи и получение достоверной информации, затрагивающей их репродуктивное здоровье[4].
- 2016 — Проект декриминализации побоев — за нормализацию домашнего насилия, поддержание стереотипа о том, что оно является частным делом семьи[5].
- 2017 — Министерства здравоохранения Республики Алания — Северная Осетия, Краснодарского края и Ярославской области — за создание бюрократических барьеров с целью ограничить доступ женщин к безопасному прерыванию нежелательной беременности[6].
- 2018 — Следственный комитет России — за инициативу по признанию правосубъектности за эмбрионом и таким образом создание правовой базы для принуждения женщин к деторождению[7].
- 2019 — Министерство юстиции России — за искажение реальной ситуации с домашним насилием в России в официальном ответе на запрос ЕСПЧ[8].

## Публикации
- Ермошина победила в борьбе за интернет-премию «Сексист года-2010». Еврорадио (14 января 2011). Дата обращения: 4 мая 2018.
- Ермошина победила в конкурсе «Сексист года-2010». Telegraf.by (14 января 2011). Дата обращения: 4 мая 2018.
- Урганта, Жириновского и «Известия» номинировали на премию «сексист года». Meduza (16 февраля 2015). Дата обращения: 4 мая 2018.
- Сезонова Лиза. Иван Ургант номинирован на премию «Сексист года». Woman.ru (17 февраля 2015). Дата обращения: 4 мая 2018.
- Нешевец Михаил. Феминистки наградили сексистов. Metro Москва (11 марта 2015). Дата обращения: 4 мая 2018.
- Радулова Наталья. Сексист года. Коммерсантъ (7 марта 2016). Дата обращения: 4 мая 2018.
- Арбатова: Премию «Сексисты года» нужно вручить депутатам Госдумы и средневековому Кадырову! НСН (16 марта 2016). Дата обращения: 4 мая 2018.
- Павел Астахов получил премию «Сексист года». Аргументы и факты (16 марта 2016). Дата обращения: 4 мая 2018.
- Астахов и сосиски получили премию «Сексист года». Lenta.ru (16 марта 2016). Дата обращения: 4 мая 2018.
- Павел Астахов стал победителем премии «Сексист года». Газета.Ru (16 марта 2016). Дата обращения: 4 мая 2018.
- Торочешникова Марьяна. Сексист года 2016. Радио «Свобода» (8 марта 2017). Дата обращения: 4 мая 2018.
- Детского омбудсмена Павла Астахова признали сексистом года. Вести.ру (16 марта 2016). Дата обращения: 4 мая 2018.
- Кривец Анастасия. Мороженое для мужчин, обрезание для женщин и премиальная улыбка. В интернете выбирают «Сексиста года». Medialeaks (22 февраля 2017). Дата обращения: 4 мая 2018.
- Заканчивается подсчёт голосов в пользу лауреатов анти-премии рунета «Сексист года 2016». Idel.Реалии (8 марта 2017). Дата обращения: 4 мая 2018.
- Муфтий Карачаево-Черкесии Исмаил Бердиев стал лауреатом антипремии «Сексист года». Кавказский узел (12 марта 2017). Дата обращения: 4 мая 2018.
- Торочешникова Марьяна. Сексизм? Не слышали. Радио Свобода. (8 марта 2018). Дата обращения 14 января 2020.
- Биттен Наталья. «Сексист года-2017»: от тампонов до абортов. Журнал «Журналист (16 марта 2018). Дата обращения: 4 мая 2018.
- Петрова Александра. [tsargrad.tv/articles/premija-seksist-goda-feministki-protiv-liberalov-2_117239 Премия «Сексист года»: Феминистки против либералов]. Царьград ТВ (13 марта 2018). Дата обращения: 4 мая 2018.
- Торочешникова Марьяна. Сексисты года. Радио Свобода. (8 марта 2019). Дата обращения 14 января 2020.
- Премию «Сексист года» получил протоиерей Александр Ильяшенко. Wonderzine. (20 марта 2019). Дата обращения 14 января 2020.
- Рогозин и Первый канал стали номинантами антипремии «Сексист года — 2019». Sobesednik.ru (24 февраля 2020). 1 февраля 2021.
- Суд Перми номинировали на премию «Сексист года». Он отрицал дискриминацию девочек в гимназии. 59.ru. (25 февраля 2020). Дата обращения: 1 февраля 2021.
- Рунет номинировал Юлию Арсенину на премию «Сексист года». Владимирские новости. (26 февраля 2020). Дата обращения: 1 февраля 2021.
- Попова Екатерина. Протоиерей, депутат и глава Роскосмоса: главные номинанты премии «Сексист года». (27 февраля 2020). Дата обращения: 1 февраля 2021.
- Priest wins online anti-prize for Russia’s ‘sexist of the year’. Global Voices. (9 марта 2020). Дата обращения: 1 февраля 2021.
- Объявлен победитель голосования «Сексист года — 2019». Wonderzine. (10 марта 2020). Дата обращения: 1 февраля 2021.
- Торочешникова Марьяна. «Сексист года — 2019». Чем задел феминисток Дмитрий Рогозин, и что не так с Минюстом? Радио «Свобода». (10 марта 2020). Дата обращения: 1 февраля 2021.
- Петербургский депутат Вострецов уступил в борьбе за награду «Сексист года». Закс.ру. (12 марта 2020). Дата обращения: 1 февраля 2021.

## Презентации
- Премия 2010 года
- Премия 2013 года
- Премия 2014 года